# Teltowkanalen

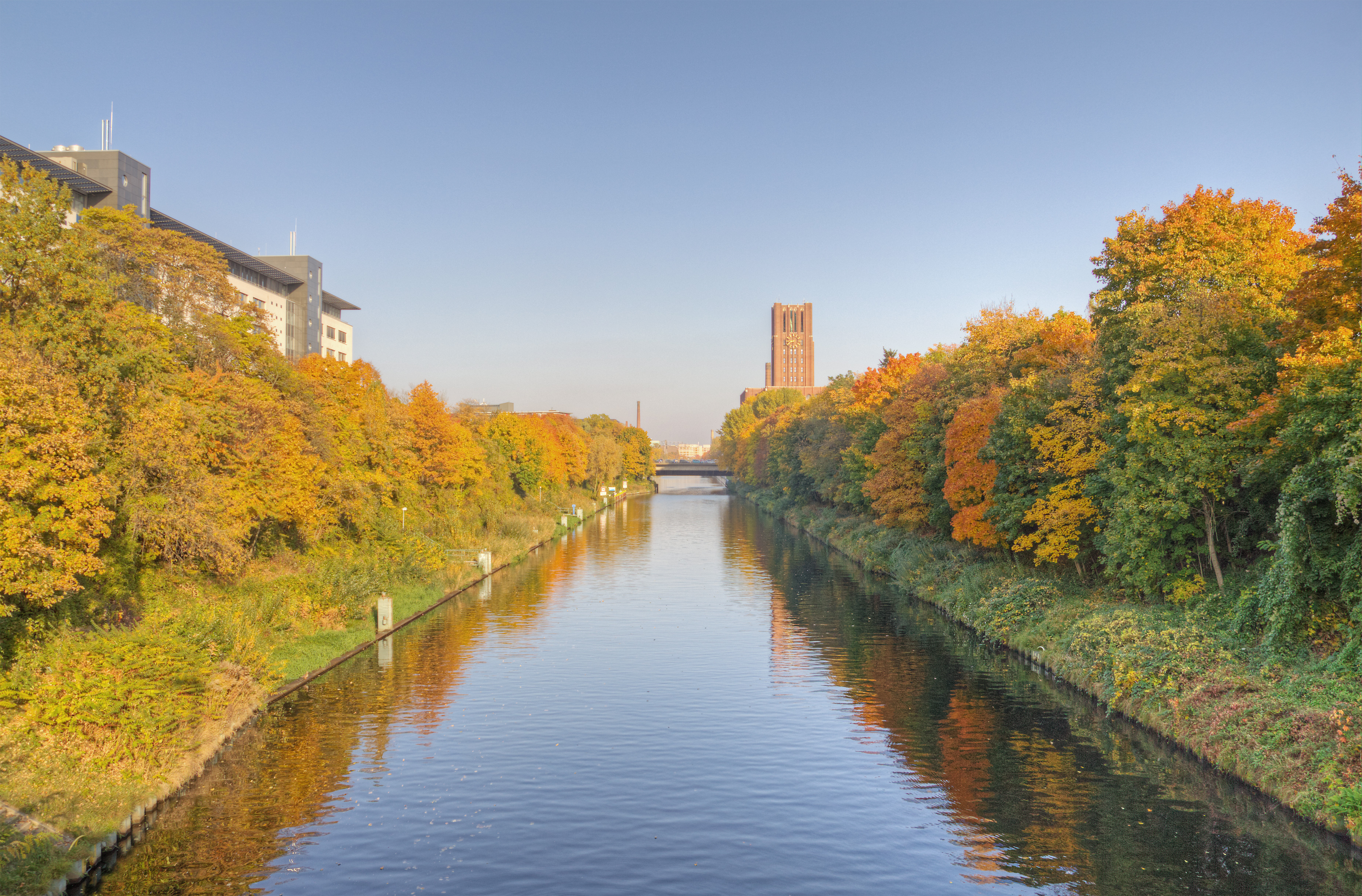
Teltowkanalen. I bakgrunden Ullsteinhaus.

Teltowkanalen, tyska: Teltowkanal, är en kanal på 37,82 kilometer i Berlin och Berlins södra omland, som sammanbinder floden Dahme med floden Havel.

## Sträckning
Via floden Dahme ansluter kanalen i öster till Oder–Spreekanalen. Teltowkanalen börjar vid Dahme i trakten av Berlinstadsdelen Grünau och rinner vidare åt nordväst genom stadsdelarna Rudow och Britz. Vid Britz ansluter kanalen till Neuköllner Schifffahrtskanal norrut, som sammanbinder kanalen med Landwehrkanal genom centrala Berlin, och Britzer Verbindungskanal österut, som sammanbinder kanalen med Spree vid Baumschulenweg.
Kanalen rinner genom södra delen av Berlins storstadsbebyggelse och passerar från Britz västerut genom stadsdelarna Tempelhof, Lankwitz, Lichterfelde och Zehlendorf och passerar gränsen till Brandenburg vid staden Teltow. I Kleinmachnow ligger kanalens enda slussar med en genomsnittlig nivåskillnad på 2,86 meter. Kanalen rinner därifrån genom Kleinmachnow och Stahnsdorf tills den åter passerar en kort sträcka genom Berlin vid Wannsee. Här mynnar kanalen i Griebnitzsee vid Neubabelsberg i Potsdam, Brandenburg. Från Griebnitzsee ansluter Griebnitzkanalen norrut mot Grosser Wannsee och västerut den korta förbindelsesträckan förbi Klein Glienicke till utloppet i floden Havel i Glienicker Lake, strax uppströms från centrala Potsdam.

## Historia
Teltowkanalen började byggas på initiativ av Ernst von Stubenrauch och det första spadtaget togs 22 december 1900 i Babelsberg. Kanalen invigdes 2 juni 1906 av Wilhelm II som också var den första som trafikerade kanalen med sin yacht Alexandria. Färdigställandet dröjde ytterligare några månader. Målet med kanalen var att minska trycket på sjötrafiken i centrala Berlin och minska avståndet för trafiken på sträckan mellan Elbe och Oder. Dessutom var tanken att skapa nya industri- och bostadsområden utanför Berlins centrum. Vid byggandet var tidvis 2550 arbetare sysselsatta, hälften kom från Östeuropa. 
Under sommaren 2006 firade Teltowkanalen 100 år då man anordnade en festival i Steglitz.

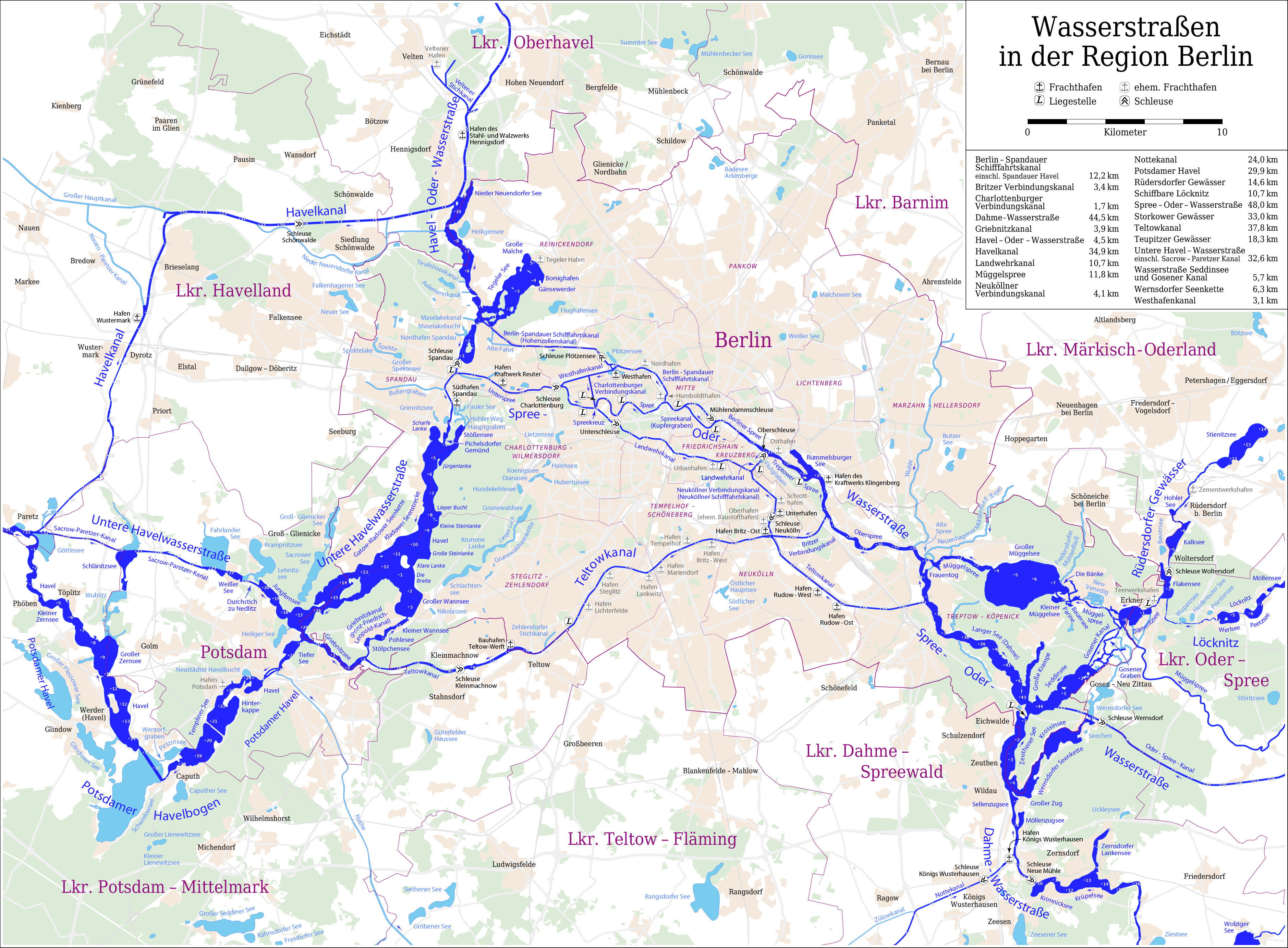
Karta över Berlins vattenleder. Teltowkanalen nertill i mitten.